# Fonte de Ançã

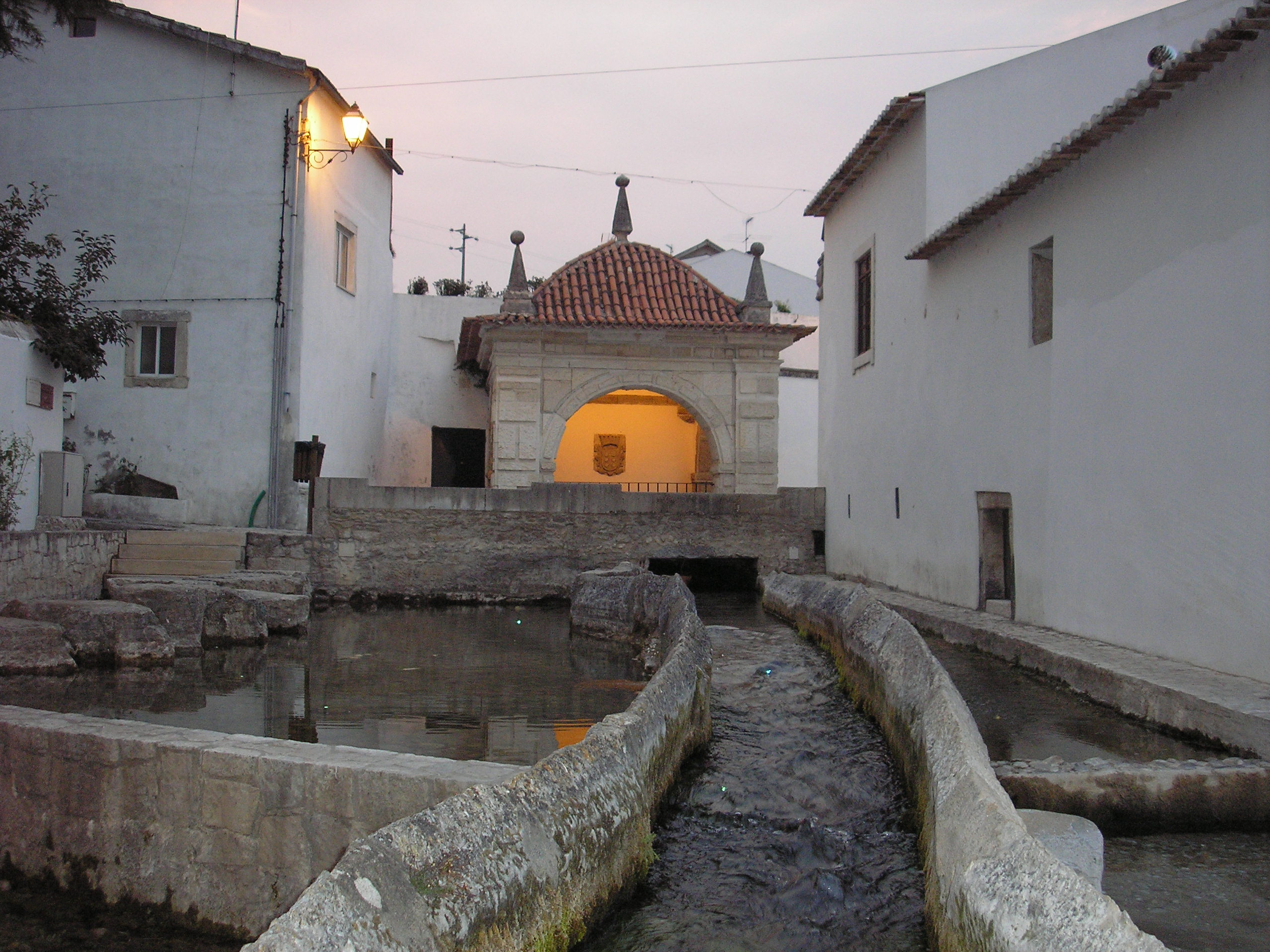

A Fonte de Ançã ou Fonte dos Castros é uma fonte em Ançã, vila muito abundante em água. A sua fonte pública tem um volumoso caudal superior a 20.000 litros por minuto (20.640). É um espectáculo raro não só o caudal que ali brota com tanta abundância, mas também o realce arquitectónico do alpendre abobadado que a cobre, assente por três arcos em pilares rusticados e, na parede a que se adoça, sobre a qual brota a maior quantidade de água e onde figura o brasão de armas dos Castros de seis arruelas pertencentes ao Marquês de Cascais.
O recinto onde a fonte se situa é lajeada, tem a forma quadrangular, fica em nível inferior à rua, à qual se liga por uma larga escadaria de pedra.
Junto dos muros que rodeiam este recinto, existem bancadas capeadas de pedra, que serviam de poiais aos cântaros de vinte litros e aos canecos de madeira com que as moças levavam água para as suas casas, e bancos para os moços que “sequestravam” as esbeltas raparigas ou as esperam ao entardecer, para o namoro combinado ou para lhes matarem a sede com a água fresquinha bebida dos próprios cântaros, que depois ajudavam a pôr à cabeça, num gesto de galanteria cavalheiresca.
A água da fonte alimenta a Piscina Natural de Ançã, cuja água é sempre corrente.
1. ↑  «Cópia arquivada». Consultado em 17 de dezembro de 2015. Arquivado do original em 3 de março de 2016